# توني ايفانوف
توني ايفانوف هو لاعب كرة قدم بلغاري في مركز الوسط، ولد في 21 مارس 1999 في بلغاريا. لعب مع سلافيا صوفيا.

## وصلات خارجية
- توني ايفانوف على موقع قاعدة بيانات كرة القدم.إي يو (الإنجليزية)
- توني ايفانوف على موقع Soccerway.com (الإنجليزية)